# Tomoyuki Kajino
Tomoyuki Kajino (Prefectura d'Aichi, Japó, 11 de juliol de 1960) és un exfutbolista japonès.

## Selecció japonesa
Tomoyuki Kajino va disputar 9 partits amb la selecció japonesa.